# Xã Riverview, Quận Moody, Nam Dakota
Xã Riverview (tiếng Anh: Riverview Township) là một xã thuộc quận Moody, tiểu bang Nam Dakota, Hoa Kỳ. Năm 2010, dân số của xã này là 130 người.